# Oda Nobukane
Oda Nobukane est un nom japonais traditionnel ; le nom de famille (ou le nom d'école), Oda, précède donc le prénom (ou le nom d'artiste).
Oda Nobukane (織田 信包, 1548-22 août 1614) est un samouraï, frère cadet du célébrissime Oda Nobunaga à l'époque Sengoku du XVIe siècle de l'histoire du Japon. Après 1568, Nobukane est destiné à être adopté par les Nagao. Nobukane se rase la tête après l'année 1594 et jouit de sa retraite en tant que peintre.

## Famille
- Père : Oda Nobuhide (1510-1551)
- Mère : Tsuchida Gozen (d.1594)
- Frères :
  - Oda Nobuhiro (d. 1574)
  - Oda Nobunaga (1534-1582)
  - Oda Nobuyuki (1536-1557)
  - Oda Nagamasu (1548-1622)
  - Oda Nobuharu (1549-1570)
  - Oda Nobutoki (d. 1556)
  - Oda Nobuoki
  - Oda Hidetaka (d.1555)
  - Oda Hidenari
  - Oda Nobuteru
  - Oda Nagatoshi

- Sœurs :
  - Oichi (1547-1583)
  - Oinu

## Source de la traduction
- (en) Cet article est partiellement ou en totalité issu de l’article de Wikipédia en anglais intitulé « Oda Nobukane » (voir la liste des auteurs).